# Liste der Bischöfe von Rottenburg-Stuttgart

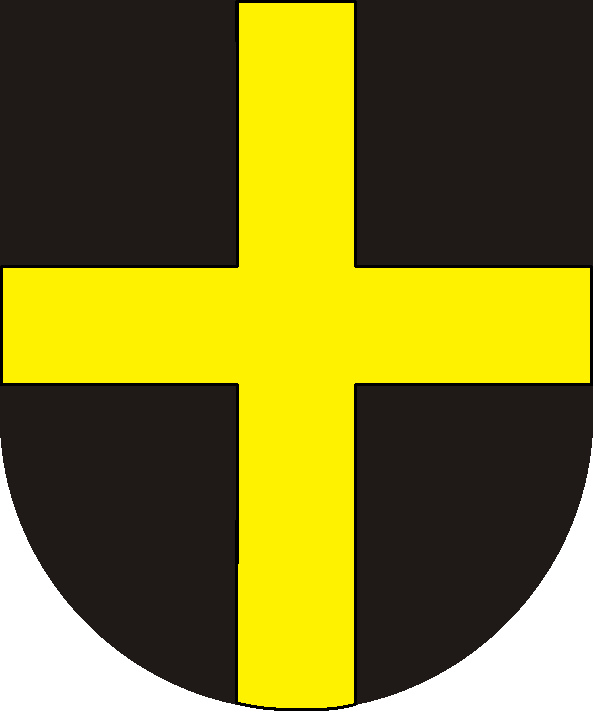
Wappen Bistum Rottenburg

Die durch Papst Pius VII. am 16. August 1821 errichtete Diözese Rottenburg wurde am 18. Januar 1978 unter Papst Paul VI. in Diözese Rottenburg-Stuttgart umbenannt. Folgende Personen waren Bischöfe in der Diözese:
| Nr. | Bischof                    | von  | bis  | Beschreibung | Darstellung | Wappen |
| --- | -------------------------- | ---- | ---- | --- | ----------- | ------ |
| 1   | Johann Baptist von Keller  | 1828 | 1845 | * 16. Mai 1774 in Salem, am 10. Juni 1797 zum Priester geweiht, am 15. Juni 1816 zum Titularbischof von Evara ernannt und konsekriert am 4. August 1816. Am 20. Mai 1828 als Bischof von Rottenburg inthronisiert, † 17. Oktober 1845 in Bartenstein. |             |        |
| 2   | Josef von Lipp             | 1847 | 1869 | * 24. März 1795 in Holzhausen, am 18. September 1819 zum Priester geweiht, am 14. Juni 1847 zum Bischof von Rottenburg ernannt, konsekriert am 12. März 1848, † 3. Mai 1869 |             |        |
| 3   | Karl Joseph von Hefele     | 1869 | 1893 | * 16. März 1809 in Unterkochen, am 15. August 1833 zum Priester geweiht, am 17. Juni 1869 zum Bischof von Rottenburg ernannt, konsekr. am 29. Dezember 1869, † 5. Juni 1893 |             |        |
| 4   | Wilhelm von Reiser         | 1893 | 1898 | * 13. Mai 1835 in Egesheim, am 10. August 1859 zum Priester geweiht, am 31. August 1886 zum Koadjutor-Bischof von Rottenburg und zum Titularbischof von Aenus ernannt, konsekr. 14. November 1886, am 5. Juni 1893 Bischof von Rottenburg, install. am 11. Juli 1893, † 11. Mai 1898 |             |        |
| 5   | Franz Xaver von Linsenmann | 1898 | 1898 | * 28. November 1835 in Rottweil, am 10. August 1859 zum Priester geweiht, am 20. Juli 1898 zum Bischof von Rottenburg ernannt, am 5. September 1898 bestätigt und noch vor der Bischofsweihe am 21. September 1898 verstorben |             |        |
| 6   | Paul Wilhelm von Keppler   | 1898 | 1926 | * 28. September 1852 in Schwäbisch Gmünd, am 2. August 1874 zum Priester geweiht, am 11. November 1898 zum Bischof von Rottenburg ernannt, konsekr. am 18. Januar 1899, † 16. Juli 1926 |             |        |
| 7   | Joannes Baptista Sproll    | 1927 | 1949 | * 20. Oktober 1870 in Schweinhausen, am 16. Juli 1895 zum Priester geweiht, am 25. November 1915 zum Weihbischof in Rottenburg und Titularbischof von Thebae Phthiotides (Halmiros) ernannt, konsekr. am 18. Juni 1916, am 2. März 1927 Bischof von Rottenburg, † 4. März 1949 |             |        |
| 8   | Carl Joseph Leiprecht      | 1949 | 1974 | * 11. September 1903 in Hauerz, am 24. März 1928 zum Priester geweiht, am 7. Oktober 1948 zum Weihbischof in Rottenburg und Titularbischof von Scyrus ernannt, konsekr. am 30. November 1948, am 21. Juni 1949 Bischof von Rottenburg, emeritiert am 4. Juni 1974, † 29. Oktober 1981 |             |        |
| 9   | Georg Moser                | 1975 | 1988 | * 10. Juni 1923 in Leutkirch, am 19. März 1948 zum Priester geweiht, am 12. Oktober 1970 zum Weihbischof in Rottenburg und Titularbischof von Thiges ernannt, Bischofsweihe am 14. November 1970, am 12. März 1975 Bischof von Rottenburg, † 9. Mai 1988 |             |        |
| 10  | Walter Kasper              | 1989 | 1999 | * 5. März 1933 in Heidenheim an der Brenz, am 6. April 1957 zum Priester geweiht, am 17. April 1989 zum Bischof von Rottenburg-Stuttgart ernannt, Bischofsweihe am 17. Juni 1989, am 16. März 1999 zum Sekretär des Päpstlichen Rates für die Einheit der Christen bestellt, am 31. Mai 1999 Rücktritt als Bischof von Rottenburg-Stuttgart, am 21. Februar 2001 zum Kardinal ernannt, am 3. März 2001 Bestellung zum Präsidenten des Päpstlichen Rates zur Förderung der Einheit der Christen |             |        |
| 11  | Gebhard Fürst              | 2000 | 2023 | * 2. Dezember 1948 in Bietigheim, am 27. März 1977 zum Priester geweiht, am 7. Juli 2000 zum Bischof von Rottenburg-Stuttgart ernannt, Bischofsweihe am 17. September 2000. Papst Franziskus nahm seinen Rücktritt mit Wirkung zum 4. Dezember 2023 an. |             |        |
| 12  | Klaus Krämer               | 2024 |      | * 14. Januar 1964 in Stuttgart, am 19. Juni 1993 zum Priester geweiht, am 2. Oktober 2024 zum Bischof von Rottenburg-Stuttgart ernannt, Bischofsweihe am 1. Dezember 2024. |             |        |